# Jánošíkova jaskyňa
Jánošíkova jaskyňa (też: Veľká Strážovská jaskyňa) – jaskinia krasowa w Górach Strażowskich w zachodniej Słowacji.

## Położenie
Jaskinia leży w części Gór Strażowskich, znanych jako Zliechovská hornatina, w masywie najwyższego szczytu Gór Strażowskich, Strážova (1213 m n.p.m.). Wejście do niej znajduje się pod wierzchołkiem tego szczytu, na wysokości 1174 m n.p.m., w granicach administracyjnych wsi Zliechov. Leży w granicach rezerwatu przyrody Strážov.

## Historia poznania
Jaskinia znana od dawna.

## Charakterystyka
Jaskinia jest obiektem pochodzenia szczelinowo-zapadliskowego lub fluwiokrasowo-korozyjnego Znajdują się w niej zawaliskowe korytarze i duże komory z zawaliskami. Łączna długość korytarzy jaskini wynosi 356 m, a głębokość 17 m. Występują w niej nietoperze.

## Ochrona
Jaskinia jest cennym obiektem z punktu widzenia geologicznego, geomorfologicznego i historycznego. Jest chroniona jako pomnik przyrody (słow. Národná prírodná pamiatka Jánošíkova jaskyňa). Nie jest dostępna do turystycznego zwiedzania.